# Pyrgiótika
 (juin 2025).
Pyrgiótika (grec moderne : Πυργιώτικα) est une localité située dans le dème des Naupliens, dans le district régional d'Argolide, dans la périphérie du Péloponnèse, en Grèce.
Selon le recensement de 2021, elle compte 366 habitants.